# Eugenia samuelssonii
Eugenia samuelssonii är en myrtenväxtart som beskrevs av Erik Leonard Ekman och Ignatz Urban. Eugenia samuelssonii ingår i släktet Eugenia och familjen myrtenväxter. Inga underarter finns listade i Catalogue of Life.